# Азійська міжнародна школа Каруїдзава Коледжів об'єднаного світу
Азійська міжнародна школа Коледжів об'єднаного світу, Каруїдзава Японія (англ. «United World College International School of Asia, Karuizawa Japan», скорочена назва: англ. «UWC ISAK Japan», яп. «ユナイテッド・ワールド・カレッジISAKジャパン») — міжнародний коледж-інтернат, розташований у гірській курортній зоні Асама поблизу станції швидкісного потягу Каруїдзава, що у префектурі Наґано, Японія. З 2017 року входить до мережі Коледжів об'єднаного світу. Коледж створено на базі школи, раніше відомої у Японії як «Азійська міжнародна школа Каруїдзава» (англ. International School of Asia, Karuizawa (ISAK), яп. 年に開校したインターナショナルスクール・オブ・アジア軽井沢（ISAK）).
У коледжі виховуються та навчаються 175 учнів приблизно 40 національностей. Понад 50 учнів отримують стипендії в системі Коледжів об'єднаного світу, які частково чи повністю покривають витрати на навчання та проживання в інтернаті. Претенденти на навчання відбираються на конкурсній основі національними комітетами Коледжів об'єднаного світу, які функціонують більше, ніж у 155 країнах світу. Претенденти з України відбираються національним комітетом «UWC Україна». Основні критерії відбору наведені на сайті комітету.

## Історія
Ідея створення школи виникла ще у 2007, однак, офіційна історія розпочалася у 2008 році. Пані Лін Кобаяші, перебуваючи під враженням досвіду, який вона набула в Коледжі об'єднаного світу Лестера Пірсона, започаткувала власний проект зі створення міжнародної школи-інтернату в Японії — «Азійської міжнародної школи Каруїдзава» (англ. International School of Asia, Karuizawa (ISAK). Ідея пройшла численні апробації, конференції та конкурси, отримувала визнання та перемоги і втілилася у проект. Для зацікавлення потенційних спонсорів, донорів, волонтерів та майбутніх учнів організатори проекту розпочали організовувати і проводити літні школи для учнів з Японії та усього світу. Ентузіазм і професійність Пані Лін Кобаяші дозволив зацікавити багатьох філантропів, бізнесменів, приватних осіб та волонтерів, які долучилися до проекту під орудою Мамору Танія — представника засновника.
Вирішили спорудити школу-інтернат в екологічно чистій частині гірського курорту Центральної Японії на терасах Асама з видом на Японські Альпи поблизу містечка та залізничної станції Каруїдзава у префектурі Наґано. Після проведення 2-ї літньої школи в межах проєкту «ISAK», у жовтні 2011 проєкт передали для розгляду й затвердження в Раду приватних шкіл префектури Наґано, яка надала офіційний дозвіл на створення школи-інтернату в Каруїдзаві 20 січня. У грудні 2011 року проект «ISAK» також отримав дозвіл Міністерства освіти, культури, спорту, науки та технологій Японії стати «школою спеціального забезпечення» із викладанням англійською. У червні 2012 проект «ISAK» виграє «Спеціальну премію Nikkei» в конкурсі, організованому Банком розвитку Японії.
Влітку 2012 були відкриті заняття 3-ї літньої школи, у яких взяли участь 53 учні з 14 країн. 21 липня, на другий день літньої школи, відбулася перша конференція засновників ISAK, що допомогло залучити до проекту нових спонсорів. 28 серпня пані Лін Кобаяші та інші члени правління проекту «ISAK» взяли участь в урочистій церемонії Джичінсаї, що проводили синтоїстські священники на схилах гори Асама — ритуалу освячення місця майбутнього будівництва. Будівництво розпочалося 3 вересня 2012. Роботи виконувалися японською архітектурною компанією «Edward Suzuki Associates». Основним конструкційним матеріалом стала деревина. В архітектурі застосували традиційні японські принципи та концепції — такі, як навіси на даху, периферійні коридори, фільтрація світла через максимально широкі розсувні вікна, двері, перегородки та ширми шьоджі та перехресна вентиляція приміщень. На даху гімнастичної зали змонтували сонячні панелі. Компанія Secom Co., Ltd. безкоштовно надала, змонтувала і забезпечила обслуговуванням на увесь термін експлуатації систему безпеки кампусу коледжу. Будівельні роботи, в основному, були завершені в кінці травня 2013. 13 липня 2013 відбулася урочиста церемонія відкриття кампусу школи із церемонією перерізання червоної стрічки у присутності Лін Кобаяшлі, майбутнього директора школи, засновників, волонтерів та представників спонсорів. Двері школи для учнів відкрили 2014 року.
Для надання можливості випускникам здобувати вищу освіту у найкращих університетах світу, школа розпочала роботу з запровадження освітньої програми міжнародного бакалаврату. 29 березня 2013 школа стала кандидатом в школи, які розпочали процедуру запровадження та підготовки до акредитації програми, орієнтованої на учнів старших класів «Diploma Programme» (укр. Програми для здобуття диплому). Роботи були успішно завершені 30 березня 2015 року, коли школа успішно завершила процедуру акредитації власником та розробником цієї програми — некомерційним освітнім фондом «International Baccalaureate®».
Робота з приєднання до міжнародного освітнього руху Коледжі об'єднаного світу розпочалася ще до офіційного відкриття школи у 2014-му, та успішно завершилася влітку 2017. Міжнародна школа Азії Каруїдзава (ISAK) приєдналася до всесвітньої мережі Коледжів об'єднаного світу та 1 серпня 2017 року змінила назву на «United World College ISAK Japan»  (укр. Азійська міжнародна школа Коледжів об'єднаного світу, Каруїдзава Японія).
11 червня 2017 року відбувся перший випуск Міжнародної школи Азії Каруїдзава. З дипломами Міжнародного бакалаврату стіни школи покинули 52 випускники з 21 країни світу, більшість з яких для майбутньої кар'єри обрали престижні університети Ліги плюща чи відомі університети Японії.

## Освітні програми
Освітні програми охоплюють процес навчання і виховання учнів від 15 до 19 років і включають: 
- «IB Diploma Programme» (укр. Програма для здобуття диплома) — програма повної загальної середньої освіти, орієнтована на учнів старших класів — 11, 12 класи.[4]
- Японська освітня програма повної загальної середньої освіти, орієнтована на учнів старших класів — 10 — 12 класи.

Учні, які вступають до школи, і бажають здобути обидва дипломи, розпочинають навчання з 10-го класу. Учні, які бажають здобувати лише диплом міжнародного бакалаврату, закінчили 10-ий клас у інших школах і мають відповідну підготовку для опанування «IB Diploma Programme» та мають достатній рівень володіння англійською, можуть вступати до 11-го класу.
Дипломи про середню освіту міжнародного бакалаврату (англ. The IB diploma) надають можливість здобувати вищу освіту та приймаються і визнаються більше, ніж 2 337 університетами у 90 державах світу. 
Дипломи про середню освіту за японською освітньою програмою надають можливість здобувати вищу освіту та приймаються і визнаються у вищих навчальних закладах Японії.

## Опис
На території кампусу розташовані такі основні будівлі та споруди:
- Корпус «Асама» — класні кімнати, шкільний салон, кафетерій та їдальня, що має відкриту терасу на свіжому повітрі. Їдальню та кафетерій обслуговує японська компанія «Кухня Цезаря», яка забезпечує як стравами японської та «західної» кухонь, так і вегетаріанськими чи кошерними стравами — залежно від уподобань чи переконань кожного учня, та із урахуванням можливих алергічних реакцій на деякі продукти. Приміщення «Асами» відкриваються о 7-ій та закриваються в 22-00.
- Корпус «Каміяма» — класні кімнати, бібліотека/інформаційний центр, навчальні зони, офісні кімнати для нарад та головний офіс школи. Центр відкритий для учнів з 7-ї до 22-ї години щодня. Кожен учень школи забезпечується ноутбуком, необхідним для навчання і інтелектуального розвитку програмним забезпеченням, сервісною підтримкою від шкільного IT-центру, та доступом до Інтернету. Кожна з класних кімнат обладнана мультимедійним проектором та інтерактивною дошкою.
- Житлові корпуси інтернату — наразі у школі чотири житлові корпуси, у кожному з яких по п'ять «будинків». У кожному «будинку» проживають від 14 до 20 учнів, де є загальна кімната, кухня, житлові та ванні кімнати. Житлові кімнати розраховані на два або на чотири учні. Корпуси відкриваються о 6-ій та закриваються в 22-00, таким чином, кожен з учнів повинен повернутися додому до 22-ї години. О 22-ій годині вчителі приходять пересвідчитися, чи усі вдома, чи усі здорові, і бажають учням на добраніч. Підтримування чистоти і порядку в приміщеннях — обов'язок кожного учня.
- Спортзала — баскетбольний майданчик, гімнастична зала та гімнастичне обладнання. Для занять спортом і відпочинку на свіжому повітрі за сприятливої погоди школа має спортивне поле «Хонда» із футбольним полем, доріжки для трейлу, маршрути для піших прогулянок і походів у різні пори року, можливість катання на лижах і сноубордах взимку.

## Великий спорт в UWC ISAK

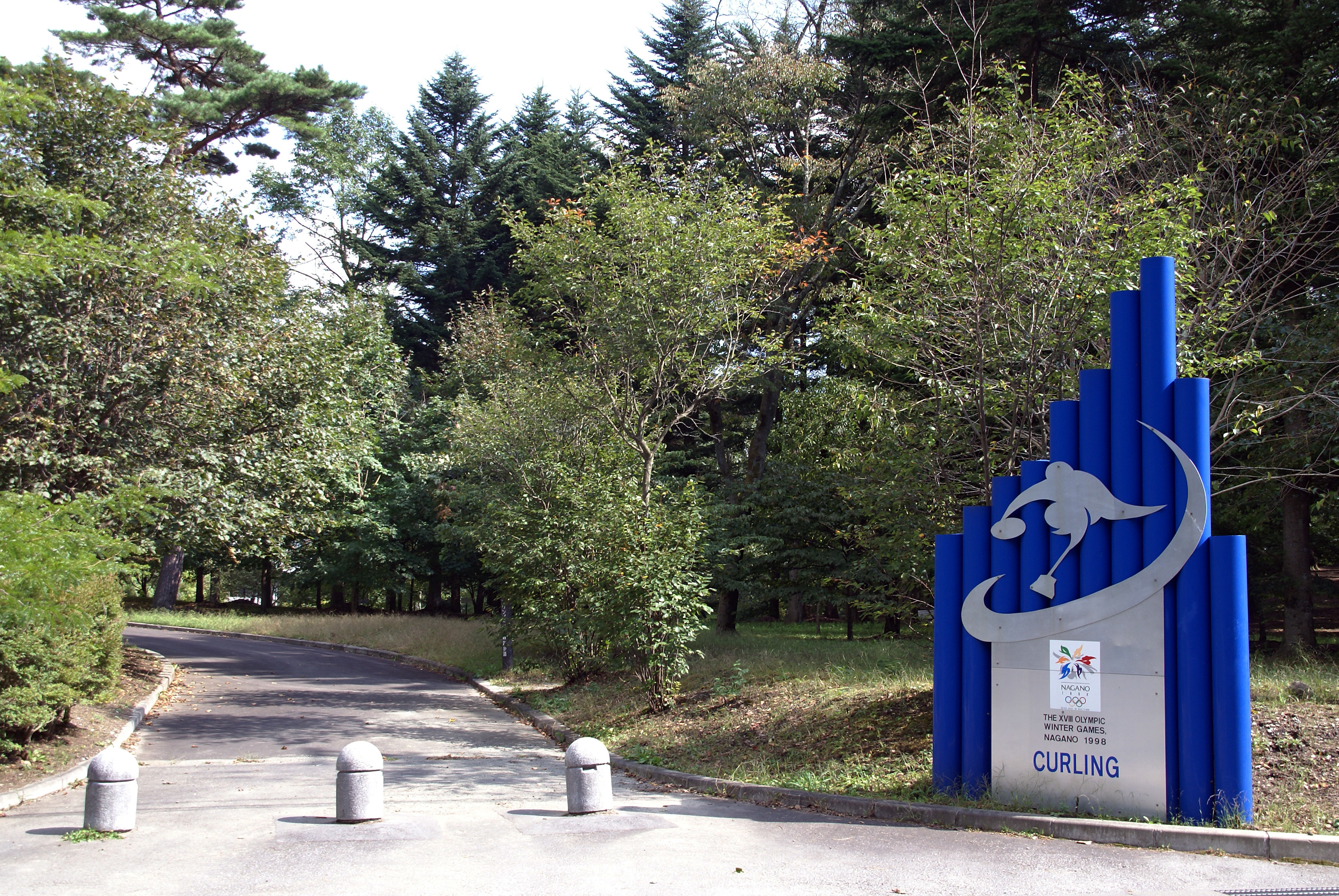
Парк-Арена Казекоші. Вказівник Льодового парку (керлінг)

Для учнів і викладачів також доступні олімпійські спортивні споруди і обладнання розташованої поблизу Парк-Арени Казекоші:
- гімнастичної зали;[16]
- басейну;[17]
- льодової арени (хокей, фігурне катання);[18]
- льодового парку (керлінг);[19]
- кільця для ковзанярського спорту, штучної ковзанки та корту для футзалу просто неба;[20]
- тенісних кортів просто неба;[21]
- ігрового поля (бейсбол, мініфутбол — поле для дорослих або два поля для дітей);[22]

## Це цікаво
Згідно з однією з давніх японських традицій, у приміщеннях школи заведено знімати взуття, у якому ходять по вулиці, і перевзуватися у зручні та легкі капці. Для зберігання знятого взуття/капців є спеціально обладнані комірки.